# Mark Twain House
Das Mark Twain House ist ein historisch bedeutsames Haus in Hartford, Connecticut. Samuel Langhorne Clemens, besser bekannt unter seinem Pseudonym Mark Twain, lebte hier von 1874 bis 1891 und verfasste während dieser Zeit einige seiner bekanntesten Werke.

## Geschichte

Speisezimmer mit Kamin und darüber liegendem Fenster (Aufnahme des Historic American Buildings Survey)

Das Mark Twain House wurde 1874 auf dem Gelände der Nook Farm im Auftrag von Clemens durch den Architekten Edward Tuckerman Potter im Stile der Neugotik errichtet. Ein Grund für die Ortswahl war, dass hier sein Verleger Elisha Bliss sowie etliche schriftstellerische Freunde lebten. Finanziell trugen vor allem die Erlöse aus Die Arglosen im Ausland das Unternehmen. Clemens beaufsichtigte die Bauarbeiten und führte vielfältige Änderungen und Ergänzungen durch. Unter anderem ließ er eine Stelle des Daches mit Zinn auskleiden, um so den Regen trommeln zu hören, dem Haus eine ausladende Veranda im Stile eines Schiffsdecks vorbauen und die Treppe in der Eingangshalle gedrungen wie ein Flussschiff gestalten. Auf seinen Wunsch hin wurde außerdem über dem Kamin des Speisezimmers ein Fenster eingebaut, so dass er im Winter beobachten konnte, wie sich Rauch und Schneeflocken vermischen. Twain lebte hier für 17 Jahre und schrieb in dieser Zeit seine weltbekannten Werke Die Abenteuer des Tom Sawyer und Die Abenteuer des Huckleberry Finn. Daneben entstanden in dieser Phase unter anderem Der Prinz und der Bettelknabe, Leben auf dem Mississippi und Ein Yankee am Hofe des Königs Artus. In unmittelbarer Nachbarschaft lebten auch Harriet Beecher-Stowe und Charles Dudley Warner. Auf Beecher-Stowe geht die Gestaltung des Musizierzimmers im Erdgeschoss zurück.

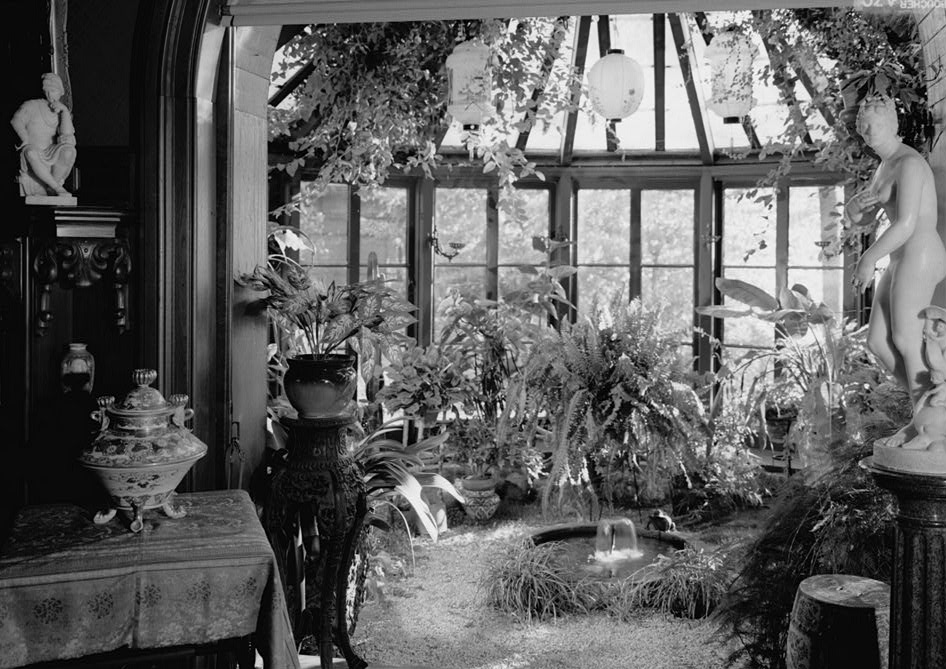
Blick aus der Bibliothek im Erdgeschoss in das Observatorium (Aufnahme des Historic American Buildings Survey)

Die Bauarbeiten waren im September 1874 abgeschlossen, woraufhin zeitverzugsarm der Einzug der Familie Clemens erfolgte. 1880 kam Clemens dritte Tochter, Jean, im Mark Twain House zur Welt. 1881 ließ Clemens am Haus Umbauten durchführen und unter anderem nordwestlich einen Flügel für die Hausbediensteten anbauen. Das Erdgeschoss wurde durch Louis Comfort Tiffany neu dekoriert, der im darauffolgenden Jahr auch im Weißen Haus die Inneneinrichtung teilweise erneuerte. Bei der Neugestaltung der Räume bediente sich Tiffany typischer Stilelemente aus amerikanischem, orientalischem, indischem und türkischem Kunsthandwerk.
Durch Fehlinvestitionen, vor allem in die von James W. Paige entwickelte Setzmaschine, sowie Missmanagement des eigenen Buchverlages, sah sich Clemens gezwungen, aus dem Haus auszuziehen. Im Jahr 1891 verließ er daher Amerika in Richtung Europa, um dort auf Vortragstournee zu gehen. Als sich durch die Panik von 1893 seine wirtschaftliche Situation verschärfte, musste er seine Lesungen weltweit halten. 1903 verkaufte Clemens Mark Twain House.
In der Folge verpachteten die neuen Eigentümer von 1917 bis 1922 das Anwesen an eine Jungenschule. Danach funktionierte es als Warenlager und anschließend als ein Appartementhaus. Um dem vorgesehenen Abriss im Jahr 1929 vorzubeugen, gründete sich die Mark Twain Memory and Library Commission mit dem Zweck, das Anwesen käuflich zu erwerben und zu restaurieren. Dazu wurden 150.000 US-Dollar eingesammelt. Nach dem Kauf durch die Mark Twain Memory and Library Commission verblieb die öffentliche Bücherei von Hartford im Erdgeschoss des Anwesens, während das Gästezimmer als Museumsraum eingerichtet wurde. Ab dem Jahr 1955 waren genügend finanzielle Mittel vorhanden, um Mark Twain House zu restaurieren und als Museum einzurichten. Um die originalgetreue Einrichtung wiederherzustellen, wurden Interviews mit Zeitgenossen von Clemens durchgeführt und aufgezeichnet. 1960 wurde das Anwesen als Museum eröffnet und im Jahr 1974 eine umfassende Restaurierung abgeschlossen. Die Inneneinrichtung von Tiffany in den Räumen des Erdgeschosses ist somit die einzige ihrer Art, die der Öffentlichkeit zugänglich ist.

Kutschenhaus (Aufnahme des Historic American Buildings Survey)

Am 29. Dezember 1962 erhielt Mark Twain House den Status als National Historic Landmark. Am 15. Oktober 1966 wurde es in das National Register of Historic Places aufgenommen. Als Contributing Property zählte dabei neben Mark Twain House ein im rückwärtigen Teil der Nook Farm gelegenes Kutschenhaus. 2003 wurde dort ein von Robert A. M. Stern entworfenes Besucherzentrum errichtet, das zwei Ausstellungen, einen Hörsaal, ein Café sowie einen Souvenirladen enthält.

## Architektur
Clemens strebte mit seinem neugotischen Haus eine radikale Abkehr von der bisherigen Architektur in seiner Region an, die sich durch kastenförmige Wohnbauten auszeichnete.
Die Frontfassade des drei Stockwerk hohen Mark Twain House ist nach Osten ausgerichtet. Das Gebäude hat drei Türme, wobei der Oktogonal geformte im Westen mit knapp 16 m am höchsten ist. Die erweiterten Erkerfenster bilden südlich einen Turm, den eine Veranda, das Texas Deck, krönt. Die äußere Fassade insgesamt ist asymmetrisch angelegt, hat ein hölzernes Gesims sowie Giebel und verfügt über ein steil ansteigendes Dach. Das Mauerwerk besteht aus farbprächtigen schwarzen und zinnoberroten Ziegeln, welche ein Waffelmuster bilden. Im Inneren hat Mark Twain House 19 exotisch ausgeschmückte Räumen.
Im Erdgeschoss befinden sich Eingangshalle, Bibliothek, Esszimmer und Salon, in der ersten Etage das Kinderzimmer der erstgeborenen Tochter Susy, ein weiteres, größeres Kinderzimmer für die beiden später geborenen Töchter, ein Raum für den Schulunterricht und ein Zimmer für Frau Langdon, Clemens Schwiegermutter, in der zweiten Etage das Texas Deck, ein Billardzimmer, ein Gästezimmer sowie das Zimmer des Butlers George Griffin.